# 一宮村 (香川県)
一宮村（いちのみやむら）は、香川県香川郡にあった村。

## 人口
| \| 1920年（大正9年） \| 3,813人 \| \| \| 1925年（大正14年） \| 3,900人 \| \| \| 1930年（昭和5年） \| 3,883人 \| \| \| 1935年（昭和10年） \| 3,992人 \| \| \| 1940年（昭和15年） \| 3,954人 \| \| \| 1947年（昭和22年） \| 5,595人 \| \| \| 1950年（昭和25年） \| 5,453人 \| \| \| 1955年（昭和30年） \| 5,338人 \| \| |         |  |
| 総務省統計局 / 国勢調査（1955年） |         |  |
| 1920年（大正9年） | 3,813人 |  |
| 1925年（大正14年） | 3,900人 |  |
| 1930年（昭和5年） | 3,883人 |  |
| 1935年（昭和10年） | 3,992人 |  |
| 1940年（昭和15年） | 3,954人 |  |
| 1947年（昭和22年） | 5,595人 |  |
| 1950年（昭和25年） | 5,453人 |  |
| 1955年（昭和30年） | 5,338人 |  |

## 歴史

### 沿革
高松市編入以後は「一宮 (高松市)」を参照
- 1872年（明治5年）11月[要検証 – ノート] - 一宮村に明徳小学校、三名村に三名小学校、鹿角村に鹿角小学校、成合村に成合小学校がそれぞれ開校。
- 1887年（明治20年）4月 - 三名小学校と鹿角小学校を廃して明徳小学校に統合し一宮尋常小学校（現・高松市立一宮小学校）開校。
- 1890年（明治23年）2月15日 - 自然村である香川郡一宮村・三名村（さんみょうむら）・鹿角村（かのつのむら）・成合村（なりあいむら）の区域を以って町村制を施行し、行政村の香川郡一宮村成立。
- 1901年（明治34年）12月 - 一宮尋常小学校が成合分校を統合し、校地を現在地に移設。
- 1911年（明治44年） - 香川郡立香川実業学校（現・香川県立高松南高等学校）開校。
- 1926年（大正15年）12月21日 - 琴平電気鉄道（現・ことでん琴平線）一宮駅開業。
- 1950年（昭和25年）3月14日 - 村内に昭和天皇の戦後巡幸。香川高等学校校庭を一宮村奉迎場として昭和天皇を迎えた[2]。
- 1954年（昭和29年）4月1日 - 大字鹿角字下川原782の1・782の5から22・783の1から2を、高松市に編入。
- 1956年（昭和31年）9月5日 - 香川町の一部を編入。
- 1956年（昭和31年）9月30日 - 高松市に編入合併。

## 名所・旧跡・観光スポット・祭事・催事
- 田村神社